# Roda de Eresma
Roda de Eresma er en by og kommune i det centrale Spanien i provinsen Segovia. Den har et indbyggertal på 253 (2024) indbyggere.